# Измолос
Измолос (укр. Ізмолос, Исмолос — укр. Ісмолос, Верблюд — укр. Верблюд) — гора в Крыму на южных отрогах Ай-Петринской яйлы (Крымские горы). Находится на территории Ялтинского горно-лесного природного заповедника. Высота 717 м.
Имеет магматическое происхождение и сложена эффузивными горными породами.
Вершины гор Хыр (651 м) и Исмолос находятся менее чем в 1 км друг от друга. Между этими горами обнаружена стоянка неолита. Собственно вниз от Ай-Петринской яйлы к Кацивели расположено вереницей три горы: Пиляки (850 м), Измолос (717 м) и Хыр (651 м).